# فالفاتيرا
فالفاتيرا هي كومونا (بلدية) في مقاطعة فروزينوني في منطقة لاتسيو الإيطالية ، وتقع على بعد حوالي 100 كيلومتر (62 ميل) جنوب شرق روما وحوالي 20 كيلومتر (12 ميل) جنوب شرق فروزينوني .
يحد فالفاتيرا كلاً من البلديات التالية: ارسي ، و كاسترو دي فولشي ، و سيبرانو ، و باستينا ، و سان جوفاني إنكاريكو . وهي مقر الكهوف الكارستية التي يبلغ طولها أكثر من 5 كيلومتر (3 ميل) .

## روابط خارجية
- الموقع الرسمي